# Histoire de Perpignan

Les armoiries de la ville de Perpignan sur un écu en losange se blasonnent ainsi : D'or à quatre pals de gueules; à l'écusson en bannière d'azur brochant sur le tout, chargé de saint Jean Baptiste debout de carnation, auréolé d'or, vêtu d'une tunique en poils de chameau serrée à la taille d'une ceinture de cuir, le tout au naturel, et d'un manteau de pourpre doublé de sinople, tenant de sa dextre une croix haute d'or et sur son bras senestre un agnelet d'argent.
Devise: regi et deo semper fidelissima (« toujours fidèle au roi et à Dieu »),

Cet article relate l'histoire de la ville de Perpignan dans le département des Pyrénées-Orientales.

## Histoire

### Préhistoire et protohistoire
Malgré la difficulté de pratiquer des fouilles en milieu urbain, quelques vestiges témoignent de l'occupation du site de Perpignan avant le développement de la ville. On peut mentionner des traces d'habitat néolithique trouvés près du mas Bruno (vers l'échangeur de la RN 116), quelques objets de la civilisation des champs d'urnes de l'âge du Bronze final dans le même secteur, ainsi que des débris de céramique de la fin de l'âge du bronze et du début du premier âge du fer dans les environs de l'école Saint-Jean.

### Époque romaine

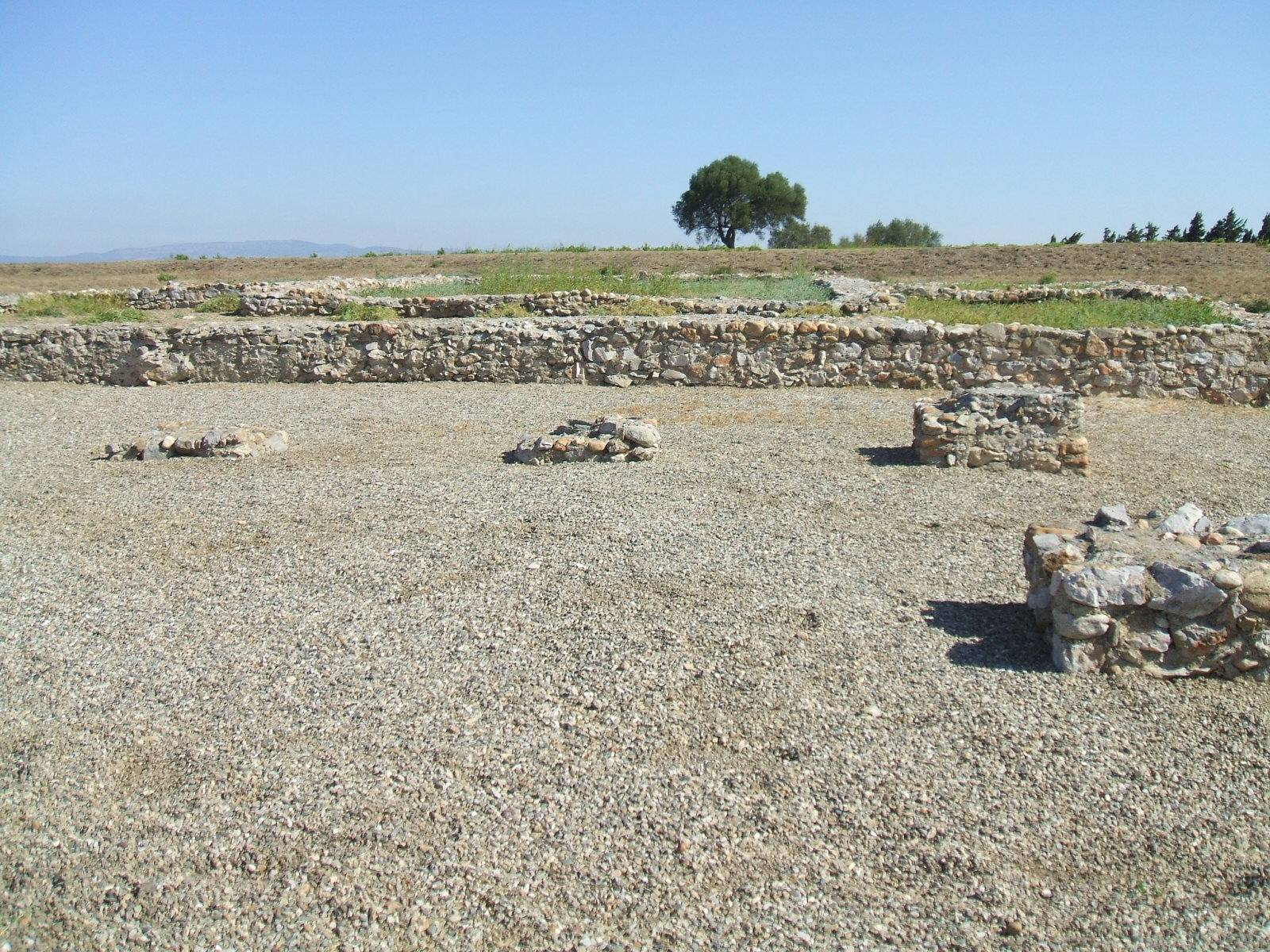
Ruines du forum de Ruscino

L’histoire de Perpignan ne commence pas avant le Xe siècle. En effet, un peuple ibère, les Sordes, aurait occupé la plaine du Roussillon, vers 500 avant Jésus-Christ. Les échanges commerciaux et culturels ont pu se faire à travers les comptoirs grecs installés le long de l'actuelle Catalogne, à Empúries, et aussi à Agde, en Languedoc. La deuxième guerre punique amena les Romains dans ces contrées. Les Ibères ont été ainsi en dehors des Ligures de Provence, romanisés bien avant les Celtes installés plus au nord.
À cette époque, Perpignan n’existait toujours pas, mais l’oppidum de Ruscino (actuel lieu-dit du Château-Roussillon ou Castell Rosselló), situé à l’est de la ville, était le siège de l’administration romaine de la région. Étymologiquement, Roussillon doit son nom à Ruscino.
Au fil des années, Ruscino se fit disputer le titre de capitale par la ville d’Elne (Illiberis), jusqu’à la chute de Rome et l’arrivée des Wisigoths en 412. Actuellement, il n'y aucune trace ou document stipulant le passage des Wisigoths à Ruscino ; en outre, les chrétiens fondèrent l'évêché d'Elne, délaissant ainsi la ville de Ruscino,. Par la suite, les Sarrasins vont annexer le royaume wisigoth vers 711.
Après l'invasion par les Arabes, Pépin le Bref, puis, par la suite, Charlemagne, reconquirent la région définitivement vers 811 ; c'est alors que commence l'ère carolingienne et la construction de plusieurs villages sur la plaine du Roussillon, notamment Perpignan à quelques kilomètres de Ruscino.

### L'après-Ruscino

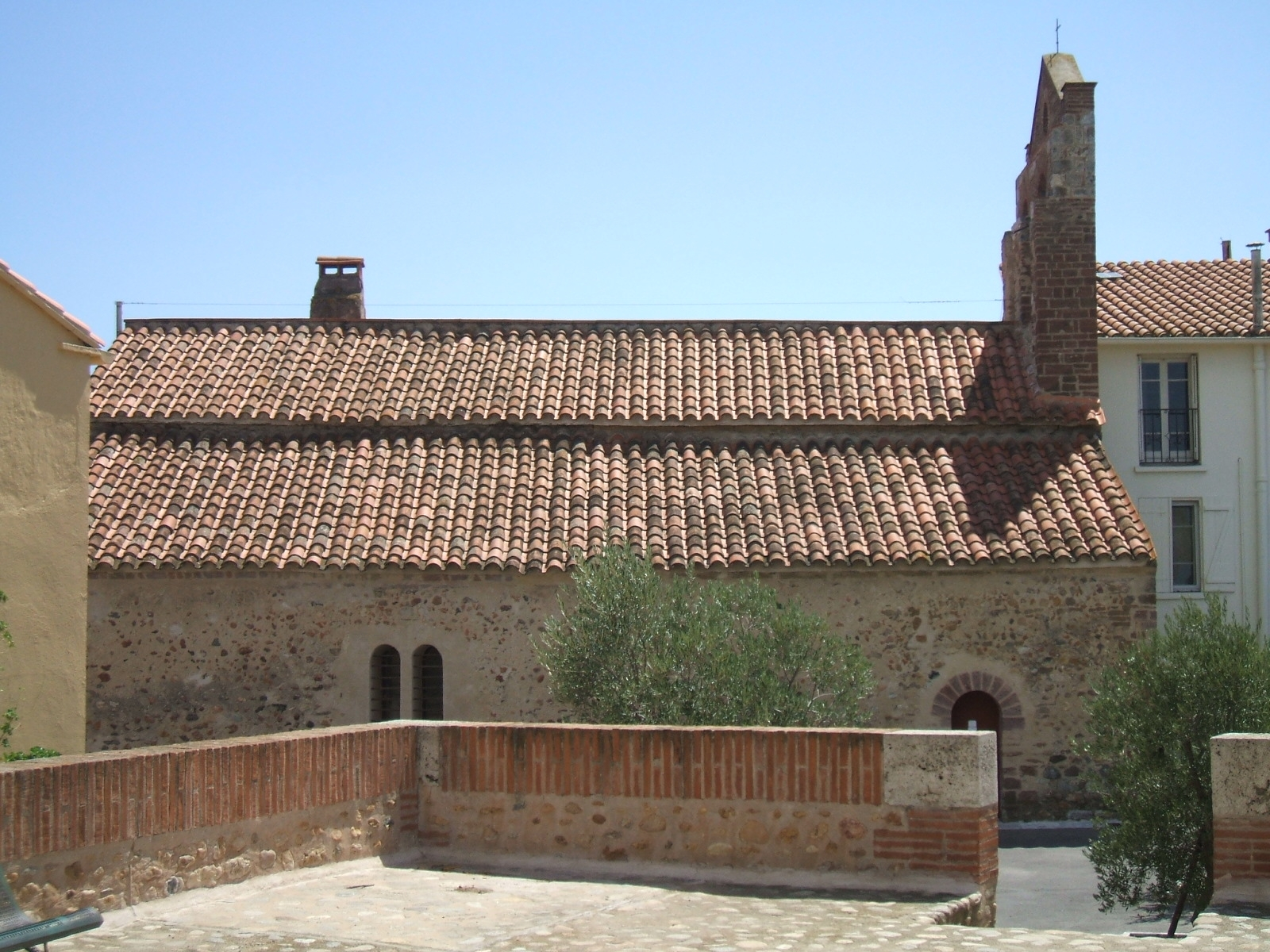
Chapelle Saint-Pierre

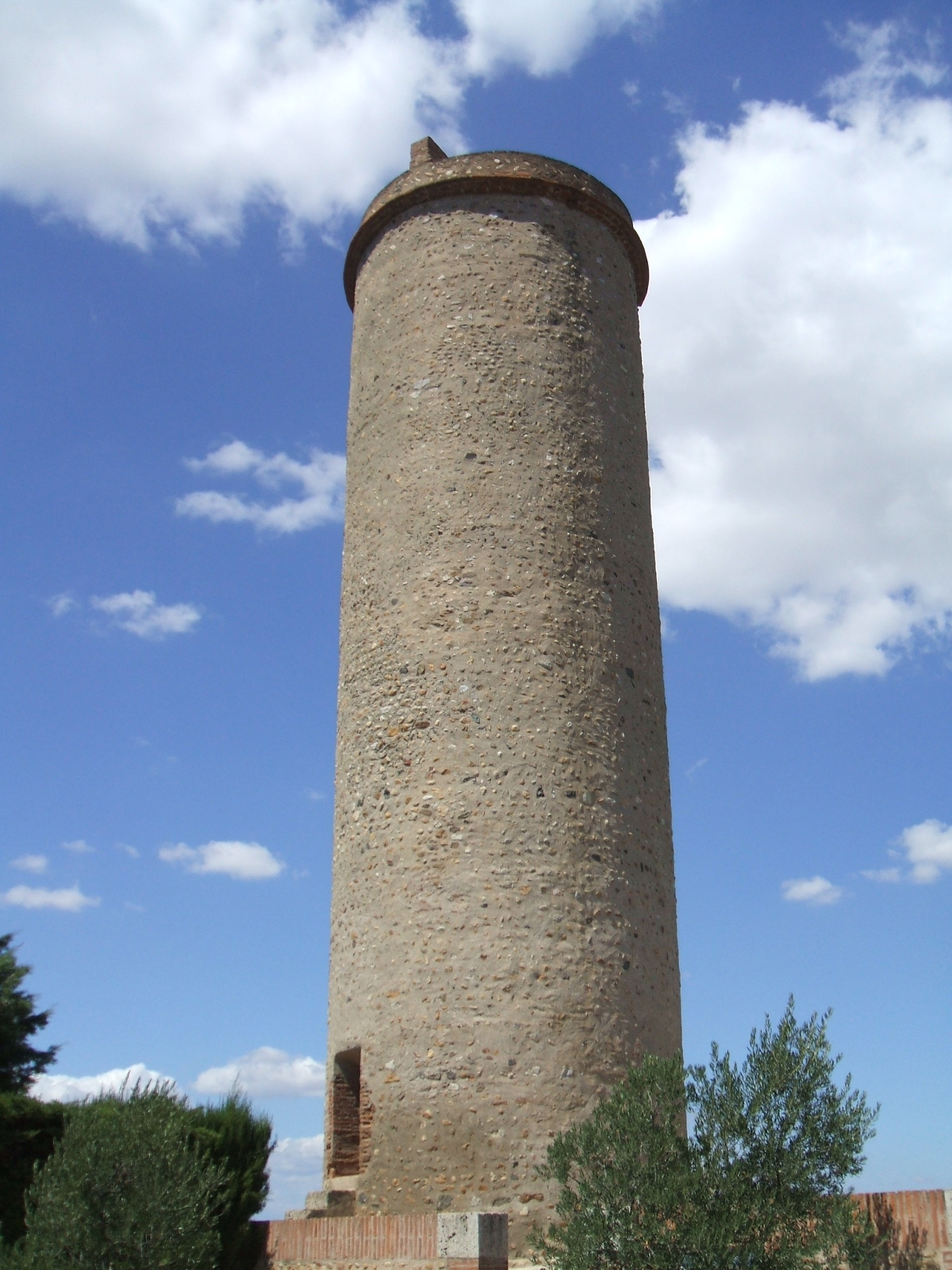
Une tour de Château-Roussillon.

D’après la tradition, Perpignan aurait été fondée par Pere Pinya (Pierre Pigne). La légende a été restituée par Bernard Sergent.
Les plus anciens vestiges archéologiques découverts sont datés du IXe siècle.
La première mention de Perpignan figure dans un acte daté du 20 mai 927 par lequel un certain Aton (Ato) vend, pour 1 000 sols, les alleux d’Anglars et de Saleilles, avec leurs églises Saint-Jean et Saint-Étienne, à Wadalde, évêque d’Elne et frère du comte Gausbert d’Empúries et de Roussillon : ces alleux confrontaient d'un côté avec Cabestany (villa de Cabestagnio) et, de l'autre, avec Perpignan (villa Perpiniano).
En 929, Guisandus et son épouse Genta vendent à Sisegutus et à son épouse Arcedonia, une vigne sise au territoire de Villa Gothorum ou Malleoles (aujourd’hui Mailloles ou Malloles, au sud-ouest). Elle était sur le chemin qui va du village de Villa Perpiniani à Orle. Enfin en 961, le testament du comte Raymond II de Rouergue, marquis de Gothie, parle de l'alleu de Perpignan…
…illo alode de Perpiniani…
…qu'il lègue par tiers à l'abbaye de Saint-Pierre de Rodes (actuellement en Catalogne), et aux cathédrales de Gérone et Elne. 961 est l’année où Guilabert Ier reçoit le comté de Roussillon en héritage de son père tandis que son frère reçoit celui d’Empúries (actuellement en Catalogne). En 991 Guilabert s’installe à Perpignan, transformant la ville en capitale locale. À cette époque le Roussillon n'était qu'un territoire côtier.

### Du début du Moyen Âge au royaume de Majorque
C’est au Moyen Âge, à partir de la fin Xe siècle, que la ville connaît son essor. Ce succès est dû au choix des comtes de Roussillon d'alors (Guislabert Ier ou son fils Gausfred II) de faire de Perpignan leur capitale, qui gagnera plus tard en importance, jusqu’à attirer l’évêque, résidant normalement à Elne. On y construit le château comtal, une église (consacrée en 1025) et un hôpital, le tout placé sous le patronage de saint Jean. De nos jours, l’église est nommé Saint-Jean-le-Vieux, elle se trouve à côté de la cathédrale. L’hôpital a changé de lieu : il est actuellement au nord de la ville (Haut-Vernet), mais retrouve son nom d’origine d'hôpital Saint-Jean. Quant au château, il n’en reste que quelques salles enterrées situées actuellement sous le cours Maintenon ; à cette époque-là, la ville n'est pas dotée de remparts.
En 1102, l’église Saint-Jean (auj. Saint-Jean le Vieux) devient une collégiale.
La communauté des habitants de Perpignan se voit octroyer des chartes de privilèges en 1162 puis en 1170, 1172, 1173 et 1174.
En 1172, le comte Girard II de Roussillon lègue son comté au comte de Barcelone — le roi Alphonse II d’Aragon — afin qu'il ne tombe pas entre les mains de ses demi-frères que les papes Adrien IV et Alexandre III avaient écartés de la succession en les déclarant adultérins. Cent quarante-cinq chefs de famille prêtent serment d’hommage de fidélité à Alphonse II lorsqu’il vient à Perpignan recueillir son héritage. En 1175, le roi envisage de déplacer la ville sur le Puig des Lépreux (auj. place du Puig).
En 1197, une charte de consulat règle l’organisation municipale de Perpignan. Ses habitants disposent de privilèges étendus, comme celui d’élire des consuls, un par « main » représentante chacune d’une classe sociale. On distingue ainsi les mains majeure, moyenne et mineure, qui sont représentées sur la façade de l'Hôtel de Ville encore à l"heure actuelle.

### La capitale du royaume de Majorque
Jacques Ier d'Aragon, dit « le Conquérant », fit des conquêtes vers l'Est de la couronne d'Aragon, propulsant ainsi Perpignan à son apogée durant 68 années (1276-1344).
Entre 1276 et 1344, Perpignan connaît son âge d’or ; la ville est alors la capitale continentale du royaume de Majorque constitué par Jacques le Conquérant pour l'enfant Jacques, son fils cadet, et comprenant, outre les îles Baléares, le Roussillon, la Cerdagne et la seigneurie de Montpellier. Sa population et sa surface quadruplent en moins d’un siècle. C’est l’époque des grands chantiers, ceux de la cathédrale Saint-Jean-Baptiste et du palais des rois de Majorque.
De plus, durant cette période d'apogée, Perpignan connaît un essor industriel et commercial important grâce notamment à son rôle politique, à sa structure consulaire et corporative et à sa population active, notamment de pareurs de draps, de teinturiers, et de tisserands.
Le roi de France Philippe III le Hardi y meurt le 5 octobre 1285.

### Entre la couronne d'Aragon et la France

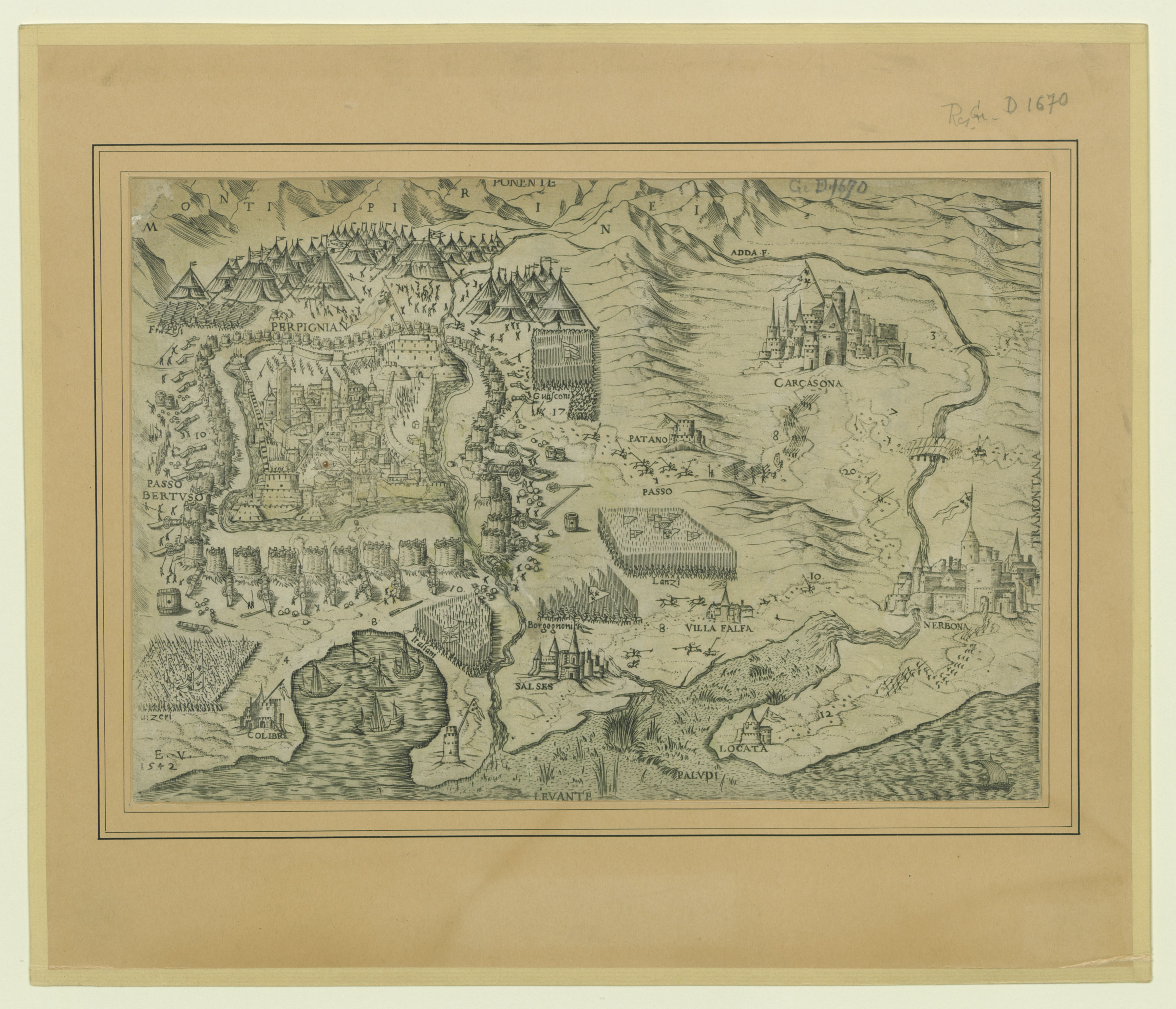
Perspective cavalière du siège de Perpignan par Enea Vico (dessin de 1542)

En 1344, Perpignan perd son statut de capitale par la réintégration du royaume de Majorque dans la couronne d’Aragon. Dès 1346, elle est durement touchée par la peste noire. La ville ne s’en remet pas pendant longtemps.
Du 15 novembre 1408 au 26 mars 1409, Benoît XIII tient un concile à Perpignan.
À la mi-septembre 1415, l'empereur Sigismond Ier se rend à Perpignan pour un pseudo-concile avec le roi d'Aragon Ferdinand Ier et l'antipape Benoît XIII. Il en repart le 5 novembre 1415 sans avoir convaincu ce dernier d’abdiquer.
En 1463, Louis XI occupe Perpignan en confirmant ses anciens droits,, mais la ville se soulève contre les Français en 1473. Après un siège terrible, qui se termina le 2 février 1475, le titre de « Fidelíssima vila de Perpinyà » (Très fidèle ville de Perpignan) fut décerné par les rois d’Aragon.
Plus tard, en 1493, Charles VIII restitua le Roussillon et la Cerdagne aux Rois catholiques, qui venaient de fonder l'unité d'Espagne, par le mariage entre la Castille et l'Aragon.
Malheureusement, la rivalité franco-espagnole et les conflits qui suivirent devaient faire chuter l'économie de Perpignan, dotée par Philippe II, à cet égard, de puissantes fortifications.
Devenue place avancée de la monarchie espagnole face à la France depuis 1479, Perpignan entre dans une logique militaire, enfermée dans des remparts puissants renforcés à toutes les époques.
Après la prise de la ville par les armées de Louis XIII en 1642, elle est annexée avec le reste du Roussillon (en fait, les provinces ou comarques historiques du Roussillon, du Conflent, du Vallespir, du Capcir, de Cerdagne (Haute-Cerdagne, l'autre partie, la Basse-Cerdagne se trouvant en Catalogne) et celle, occitane, du Fenouillèdes) au royaume de France par le traité des Pyrénées de 1659. Ses fortifications sont renforcées par (Vauban notamment).

### L'intégration au royaume de France
Le 10 avril 1660, Louis XIV fait son entrée à Perpignan.

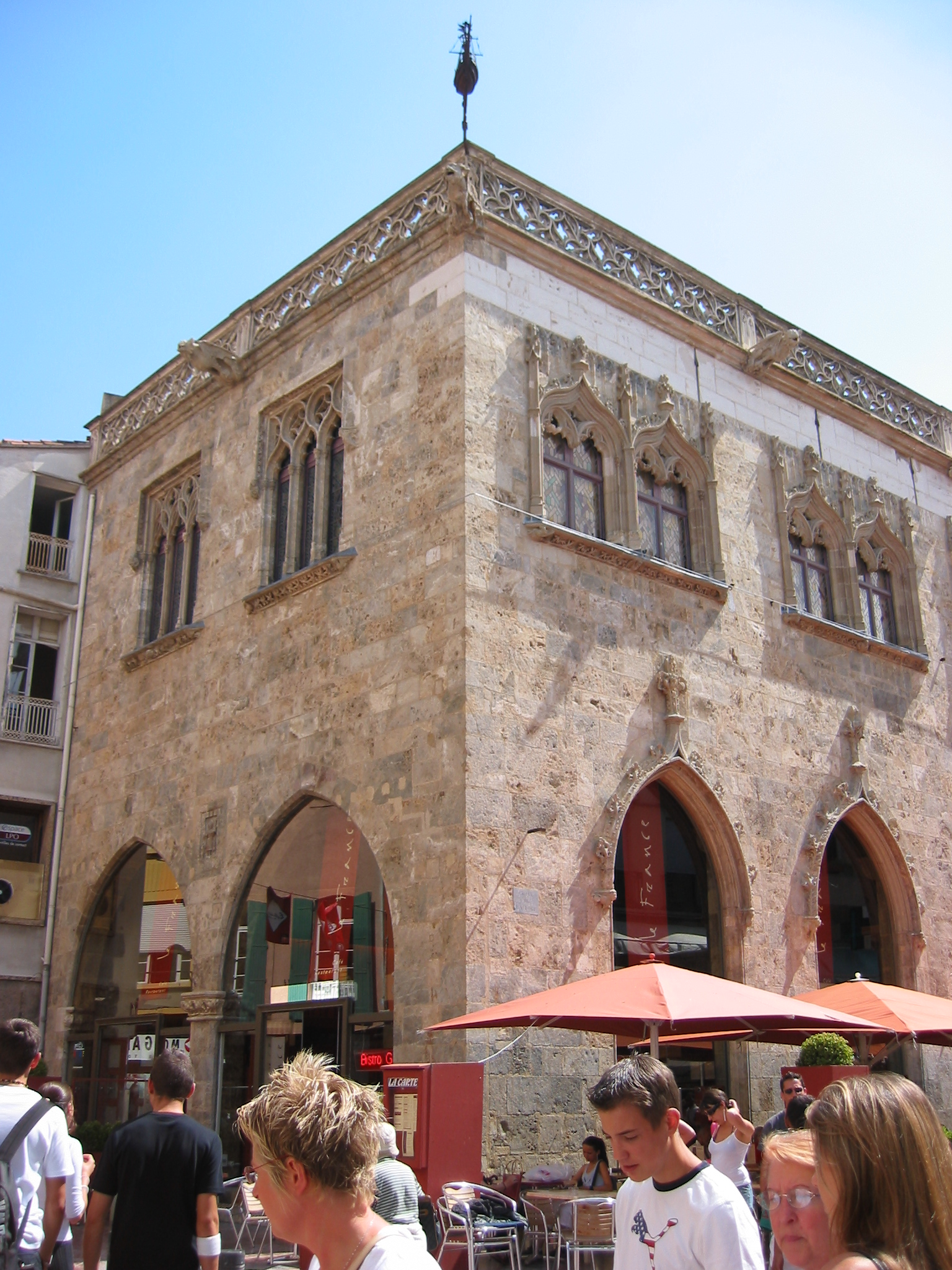
Au XVIIIe siècle, le maréchal de Mailly, gouverneur du Roussillon, transforme la Loge de mer en théâtre Place de la Loge, qui deviendra relais de poste après la Révolution.

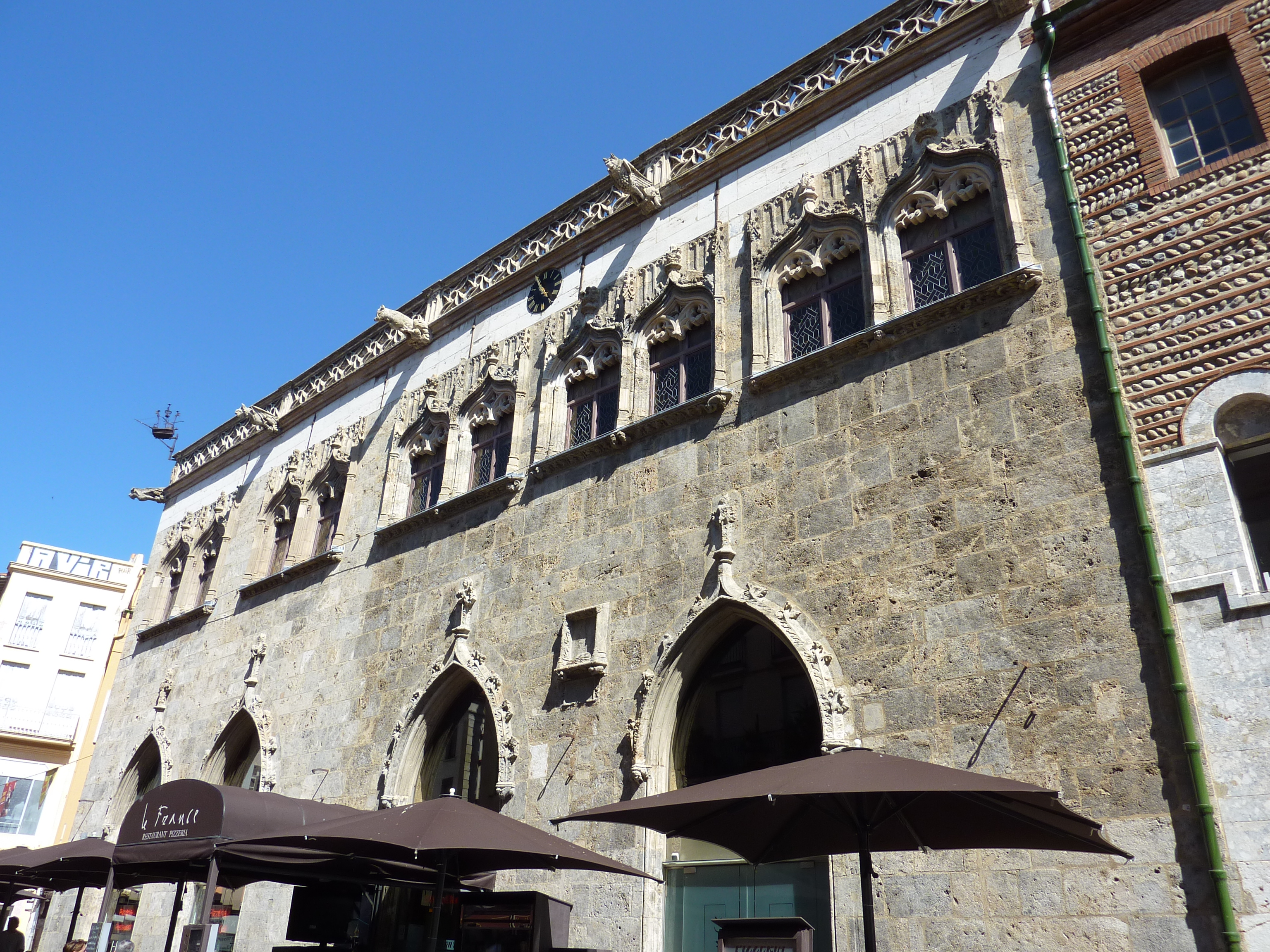
Loge de mer (détail de la façade).

Augustin-Joseph de Mailly (5 avril 1708-25 mars 1794) est lieutenant général, puis commandant en chef en Roussillon, où il est à l’origine de grands travaux, du renouveau de l’université et où il joue un grand rôle au sein de la franc-maçonnerie catalane.

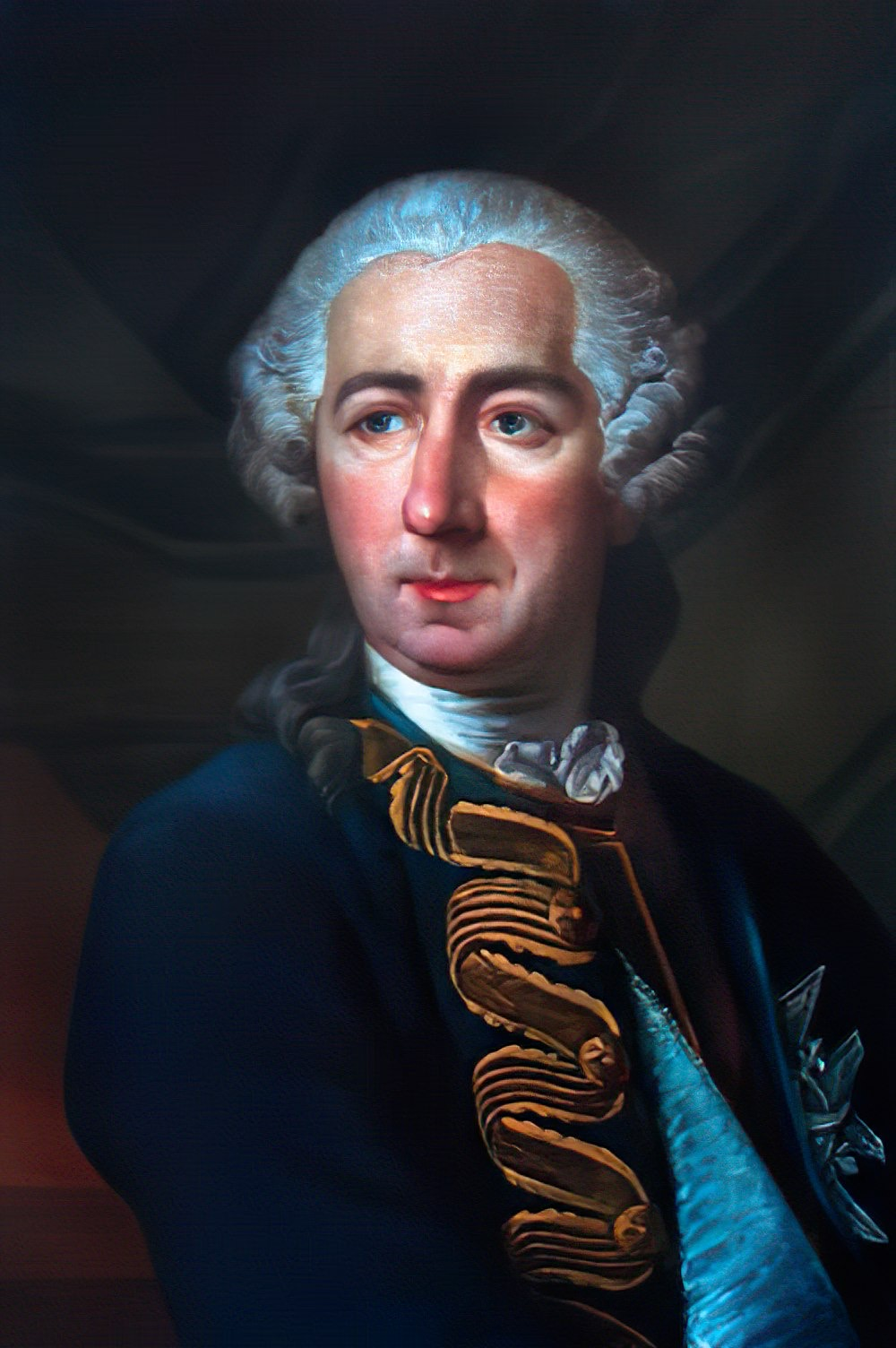
Augustin-Joseph de Mailly.

Il commence, après la paix avec l'Espagne, à négocier les rectifications de frontières. Il conclut avec l'Espagne, en 1750, un traité particulier qui fixe les limites des deux royaumes. Rénovateur de l’urbanisme de la ville des rois de Majorque, Mailly fonde le premier théâtre du Roussillon dans les locaux de la Loge. Les dirigeants du théâtre donnent également de nombreux bals masqués, quatorze plus précisément au tournant de l’année 1779-1780. Il semble également que la salle de spectacle, sise à la loge de mer, soit utilisée à l’occasion de bals publics comme ce fut le cas en 1776 où les consuls informent que, sur la sollicitation de M. de Chollet et d'Augustin-Joseph de Mailly, tous deux francs-maçons, ils ont permis des bals publics pendant le carnaval à la salle de spectacles. Des bals publics sont également donnés dans cette salle, tous les dimanches, en juin 1779.
À l’époque des Lumières, le déploiement des différents réseaux de sociabilité, relevant d’initiatives individuelles ou collectives, s’articule dans la cité, fruit du volontarisme du commandant en chef de la province, le futur maréchal de Mailly. Nombre de francs-maçons, avec en figure de proue, l’homme du Roi, le commandant en chef de la province - le maréchal de Mailly - investissent l’espace des Lumières à Perpignan en l’insérant dans le maillage du tissu provincial catalan et en y circulant à l’intérieur.
Les catholiques ne sont pas oubliés. Ils le remercieront pour la fondation des prix d'émulation, celle de douze places pour l'entretien des pauvres, et plusieurs autres établissements aussi utiles que glorieux, en l'an de grâce 1784. D’ailleurs, un premier chapitre d'honneur héréditaire est créé pour Monseigneur le comte Augustin-Joseph de Mailly, marquis d'Haucourt et ses hoirs et successeurs chefs de sa Maison, dans l'église cathédrale de Perpignan, à perpétuité. Il crée de nombreux jardins publics.
Il laissera son nom à l'une des rues les plus connues de la Ville, ainsi qu'au Campus universitaire du centre-ville
Perpignan prend le statut de « capitale provinciale », c'est-à-dire de chef-lieu ; elle est le siège d’une intendance et d’un Conseil souverain.

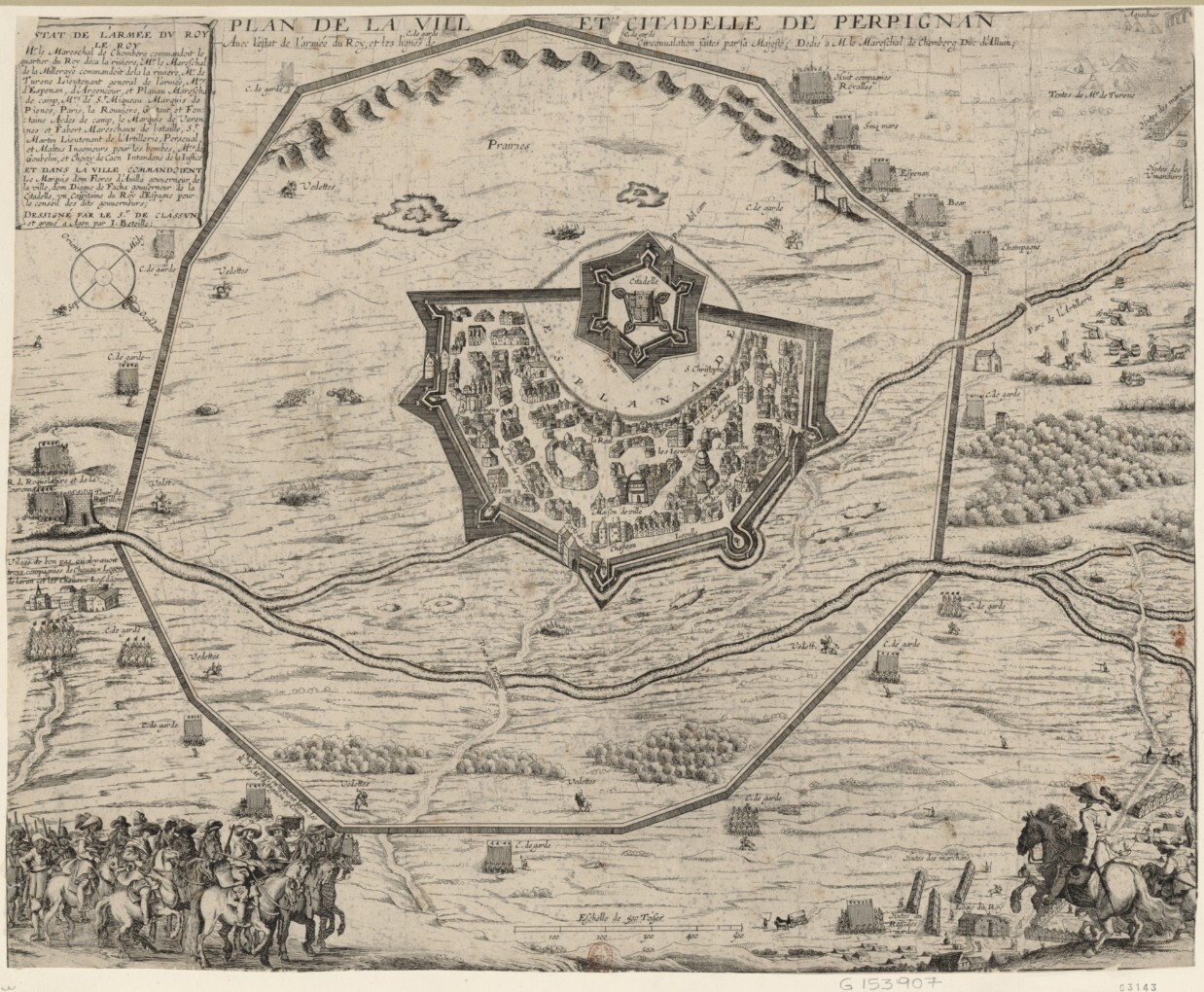
Plan de la citadelle par Jean de Lucmau de Classun (1645).

Les gigantesques travaux de Vauban devaient faire de Perpignan une cité désormais imprenable et, pourtant, il ne reste à peu près rien de son œuvre car la municipalité de l'époque a décidé de les démolir au début du XXe siècle dans le but d'aérer le quartier central et de pouvoir étendre la ville sur la plaine du Roussillon. Aujourd’hui, il ne reste que le Castillet, le palais des rois de Majorque, des casernes, des souterrains ainsi qu'une partie des remparts épargnés, qui témoignent de l'époque de la grandeur de Perpignan et de ses installations militaires.
Cette ouverture de la Ville permettra cependant la floraison d'ensembles de style Art Déco, aujourd'hui remis en valeur par le biais d'un festival et d'une association de défense, Perpignan Art Déco (PAD) qui argue que Perpignan est " gothique et art déco "

### L'époque contemporaine
La Révolution française à Perpignan est marquée par la mutinerie du régiment de Touraine en juin 1790 : le retour précipité de son colonel, le vicomte de Mirabeau, frère de l'orateur mais connu pour ses opinions contre-révolutionnaires, ne fait qu'envenimer les choses. Après le départ du colonel pour l'émigration, le régiment, devenu le 33e régiment d'infanterie de ligne, est envoyé à Mézières et participe aux guerres de la Révolution et de l'Empire.
Le chemin de fer venant de Narbonne arrive, à la gare provisoire du Vernet, sur la rive gauche de la têt, le 20 février 1858. Un service d'omnibus dessert la ville. Le pont sur la Têt et la gare de Perpignan sont mis en service le 12 juillet 1858 par la Compagnie des chemins de fer du Midi et du Canal latéral à la Garonne.

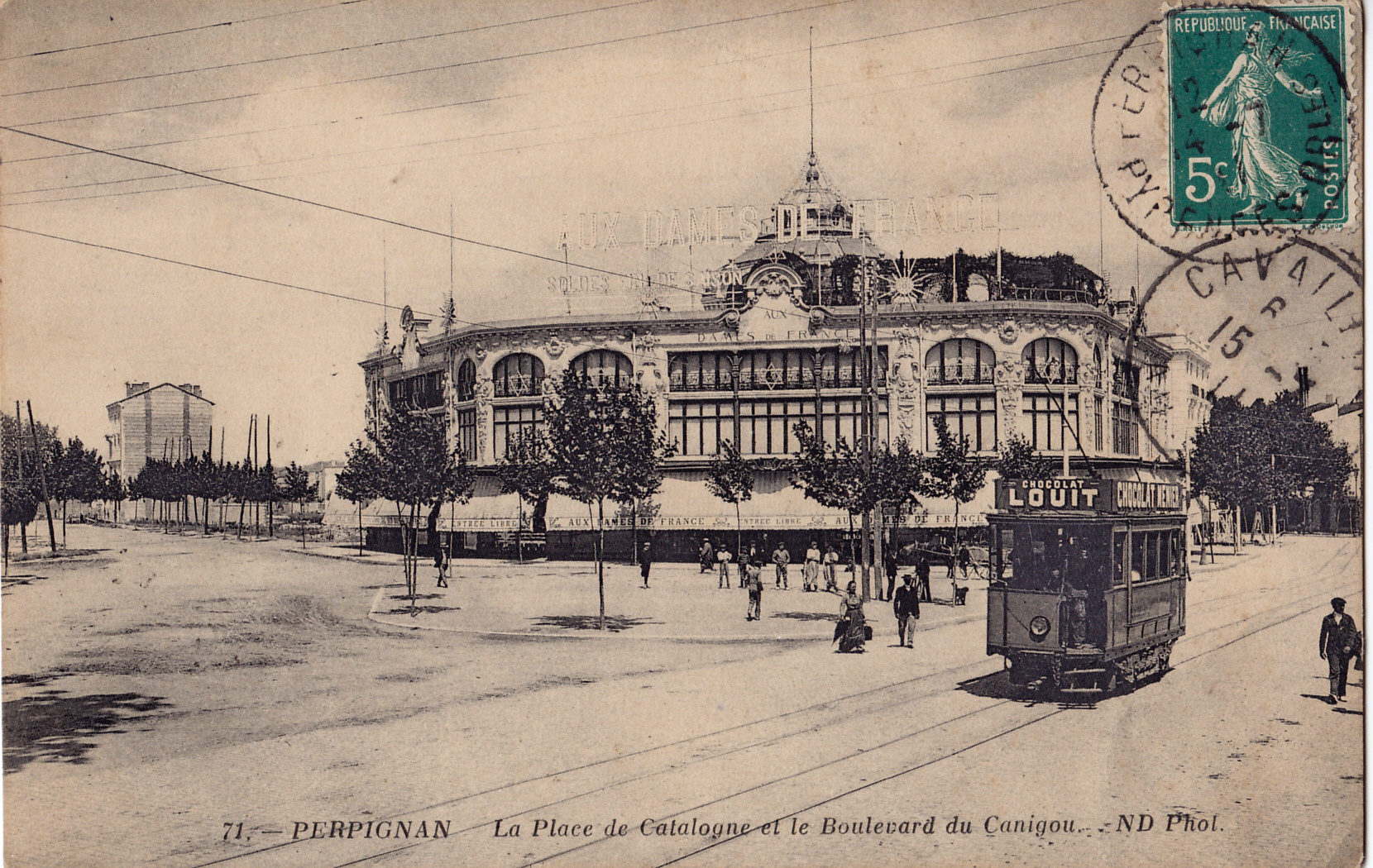
La place de Catalogne dans les années 1900, avec une rame du tramway de Perpignan

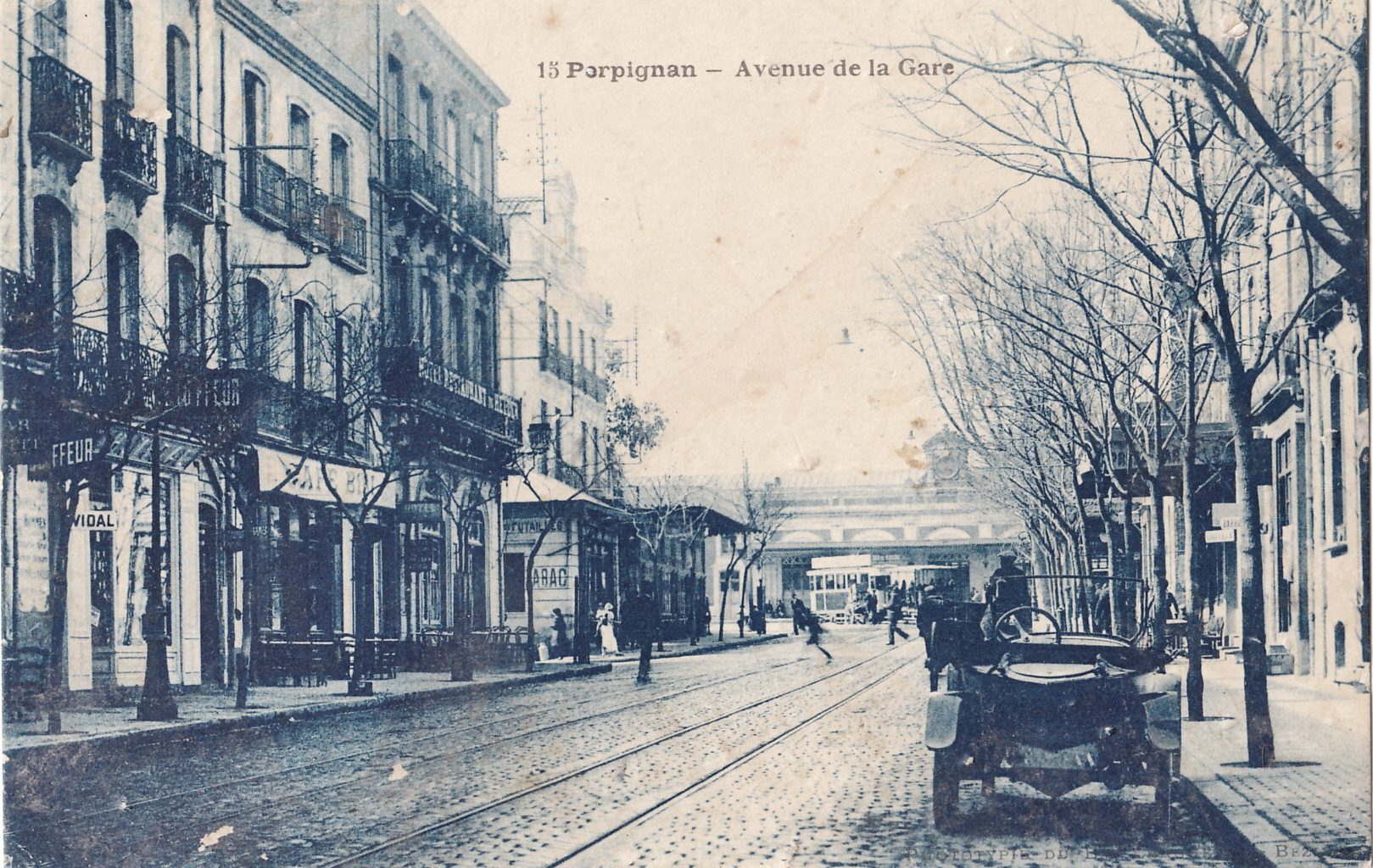
L'avenue de la Gare, dans les années 1920.

Lors de la révolte viticole de 1907, la préfecture de Perpignan est prise d'assaut par des vignerons et incendiée..
La ville est libérée par la 1re DFL (division française libre), le 19 août 1944.
En 2005, des échauffourées éclatent dans le centre-ville de Perpignan, faisant suite à des agressions inter-communautaires. La ville est en état de guérilla et il faudra plusieurs semaines pour arriver à un retour au calme sous la surveillance de plusieurs compagnies de CRS.
En 1962, afin de faire face à l'arrivée massive des Pieds-Noirs d'Algérie, le conseil municipal mené par Paul Alduy fait créer la Ville-nouvelle du Moulin-à-Vent, qui agrandit de manière importante la zone urbaine de la Ville vers le sud. Ce grand ensemble architectural sera classé, entre autres, site d'intérêt portant le label "Patrimoine du XXe siècle" en 2015.

Son agglomération concentre aujourd’hui la majorité des habitants du département, et Perpignan est la ville-centre, tout d'abord d'une Communauté de communes, puis d'une Communauté d'agglomération, et enfin de la Communauté Urbaine Perpignan Méditerranée Métropole.

### L'histoire religieuse

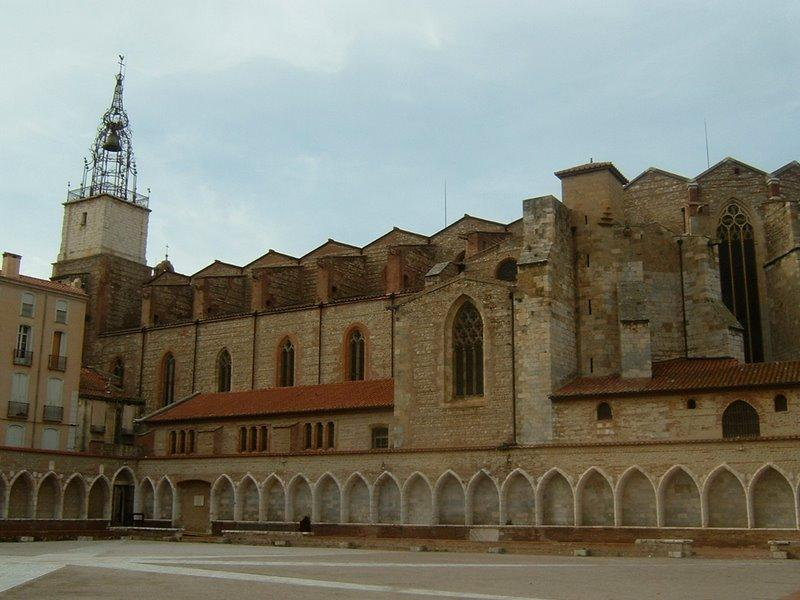
Cathédrale Saint-Jean-Baptiste de Perpignan.

- La cathédrale Saint-Jean-Baptiste : de style gothique méditerranéen, sa construction a été commencée en 1324 par le deuxième roi de Majorque, Sanche, et elle a été consacrée seulement en 1509. Sa façade est en galets et briques et, à sa droite, se trouve une tour carrée surmontée d'un beau campanile en fer forgé, qui date du XVIIIe siècle, et son bourdon, qui lui est antérieur (XVe siècle). La nef repose sur de robustes contreforts intérieurs. Plusieurs retables dorés datant du XVIe ou du XVIIe siècle se trouvent dans des chapelles latérales. Le maître-autel porte une statue de saint Jean Baptiste, patron de Perpignan, qui porte les armes de la cité (armes royales de l'Aragon et de la principauté de Catalogne). Un passage à gauche permet d'accéder à l'ancien sanctuaire de Saint-Jean-le-Vieux, avec son beau portail roman en marbre caractérisé par ses arcs géminés.

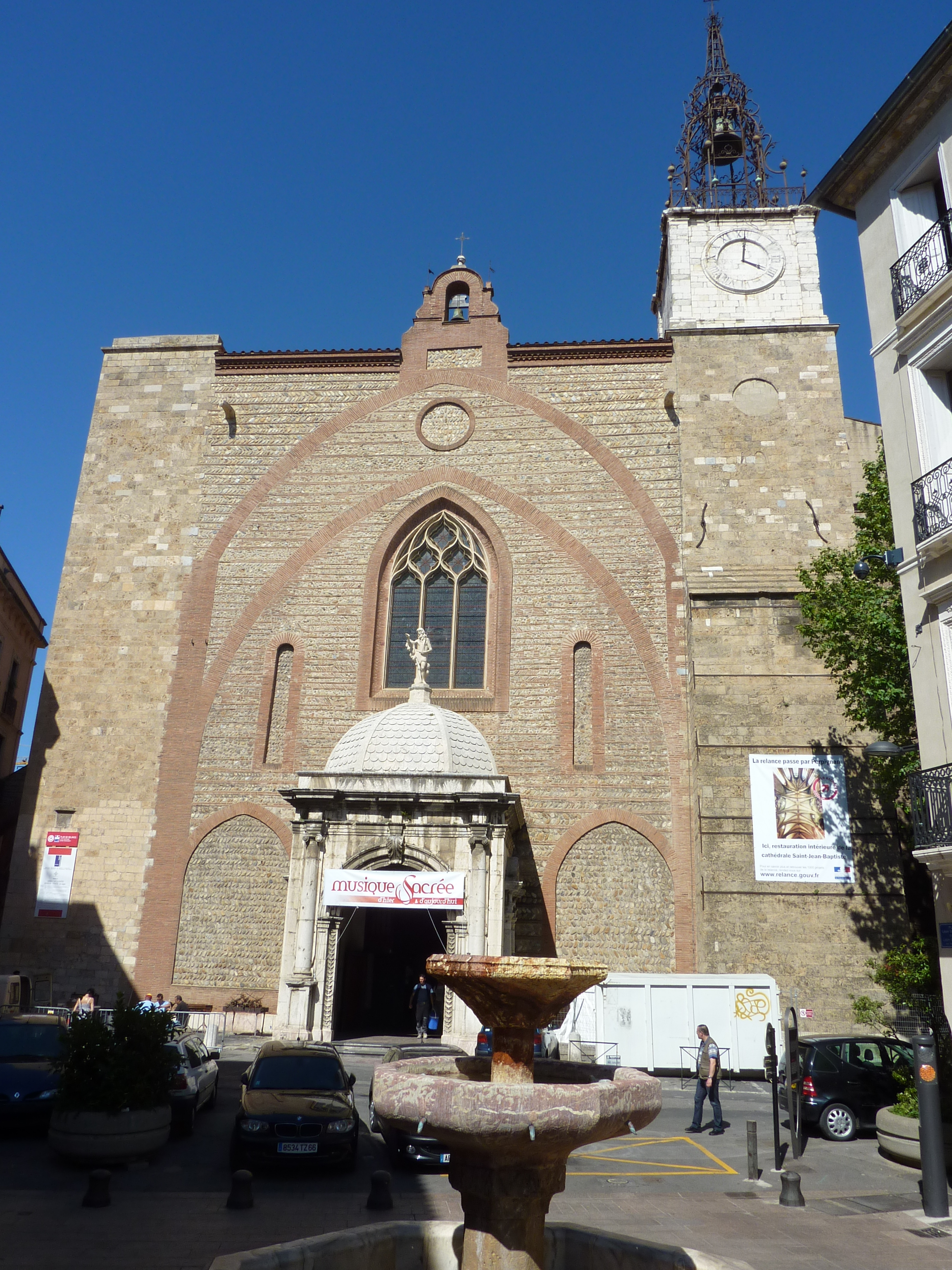
La cathédrale Saint-Jean et la fontaine.
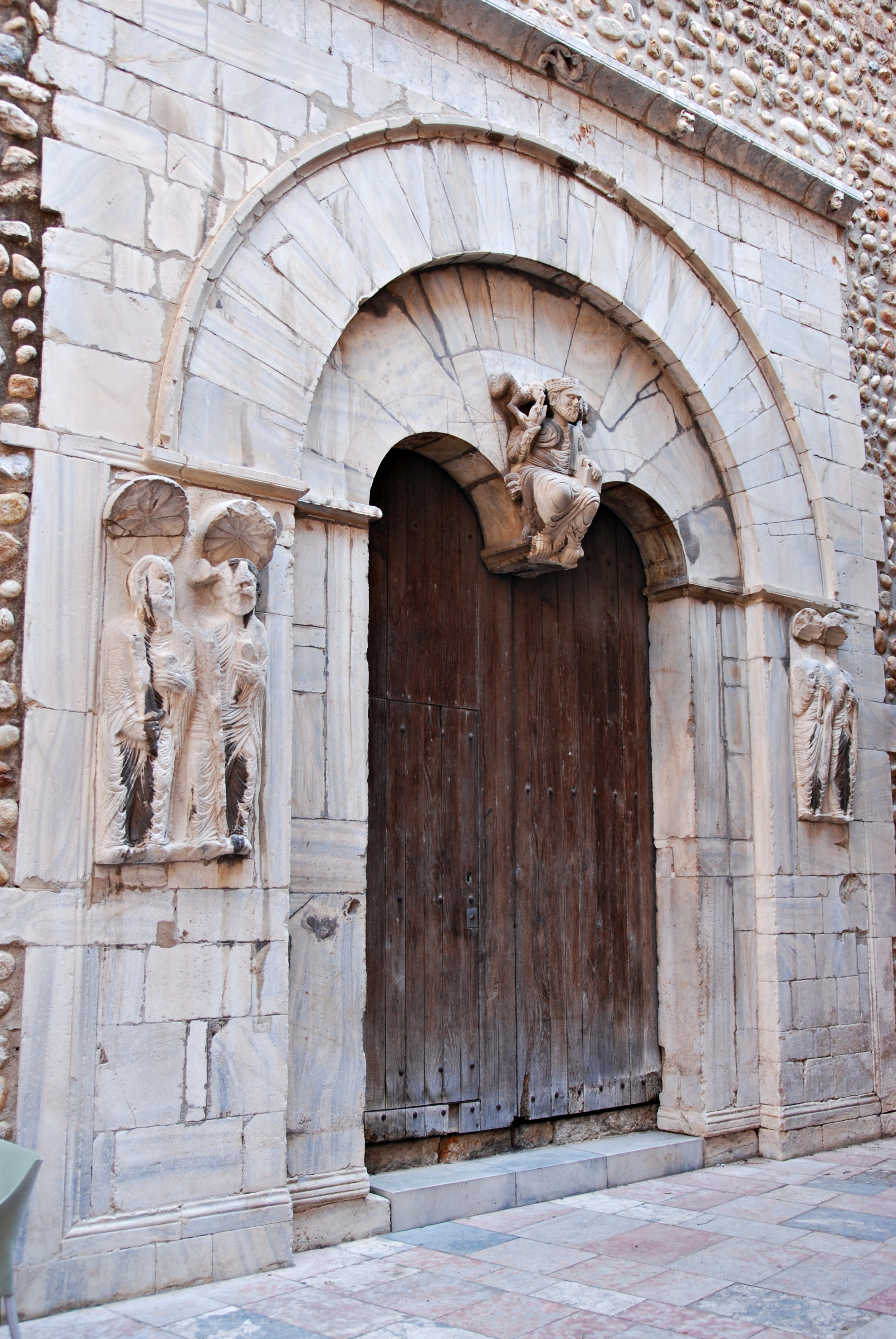
Portail méridional de l'église Saint-Jean-le-Vieux.
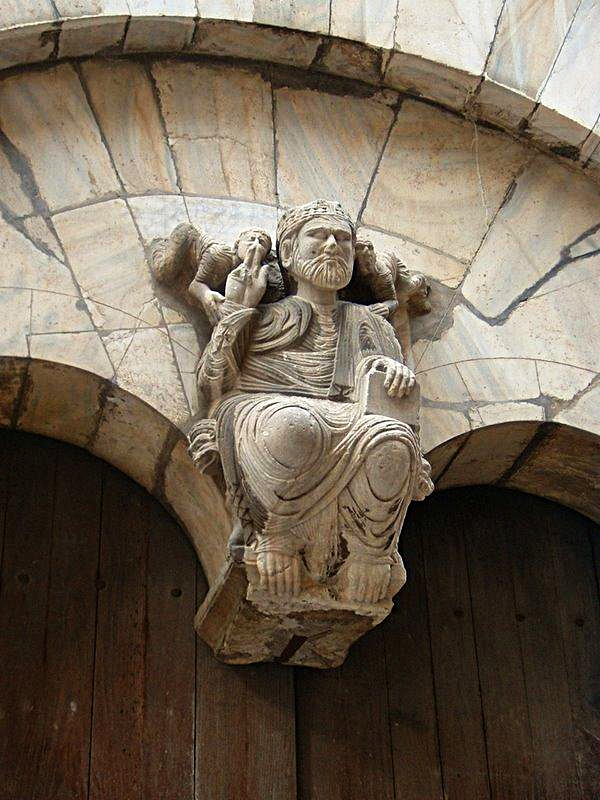
Christ du portail méridional de Saint-Jean-le-Vieux.
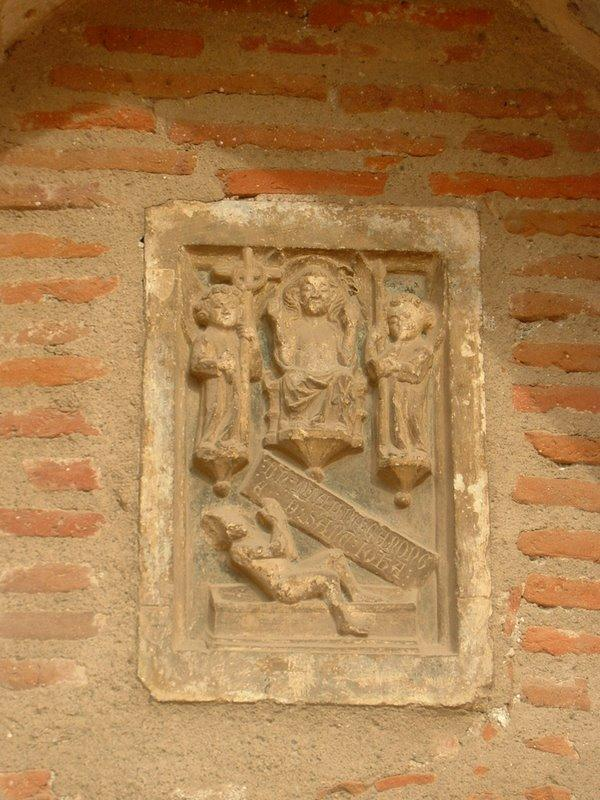
Bas-relief funéraire de Bernard Miafre (représente le Jugement dernier).
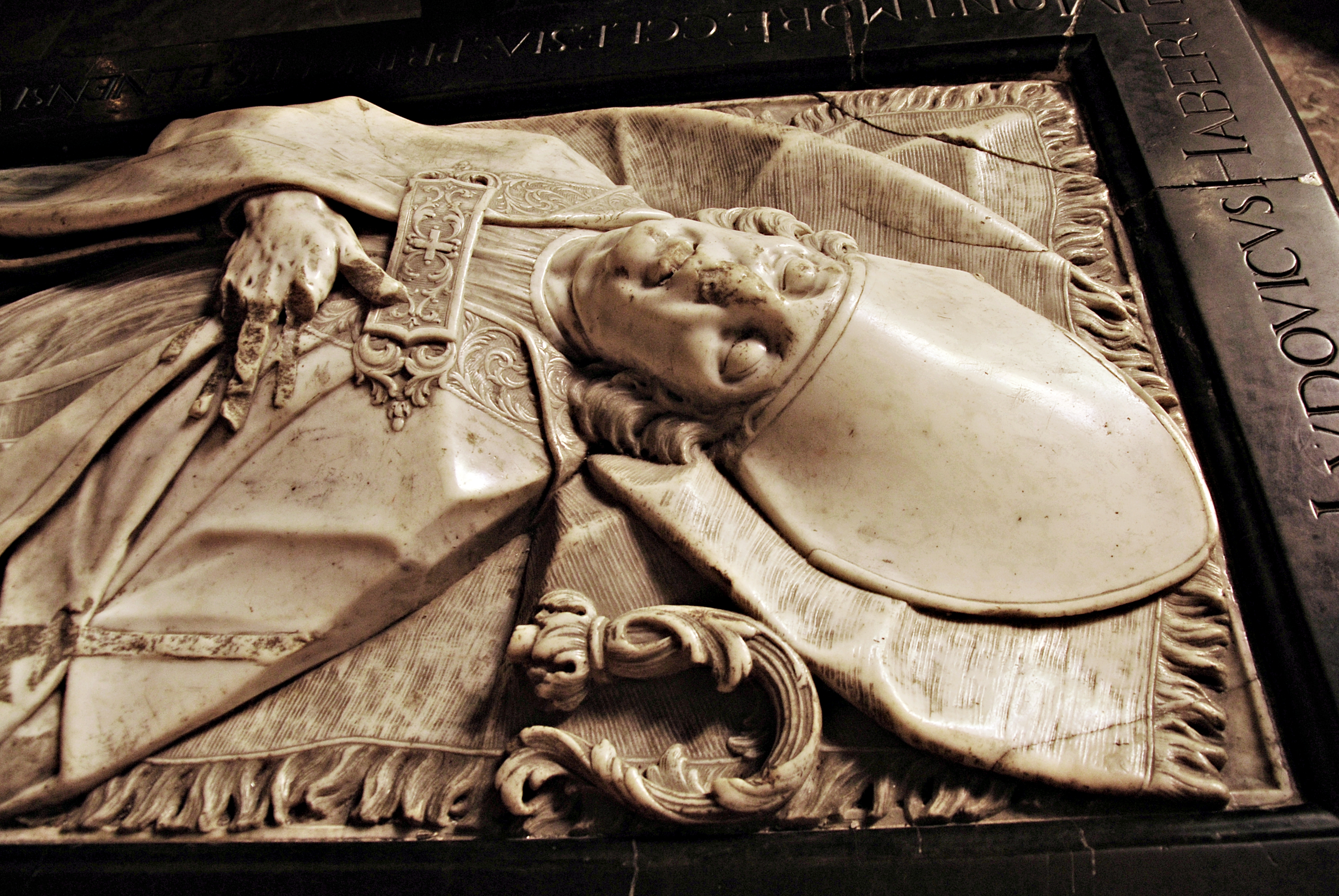
Le gisant de Louis Habert de Montmor dans la cathédrale.
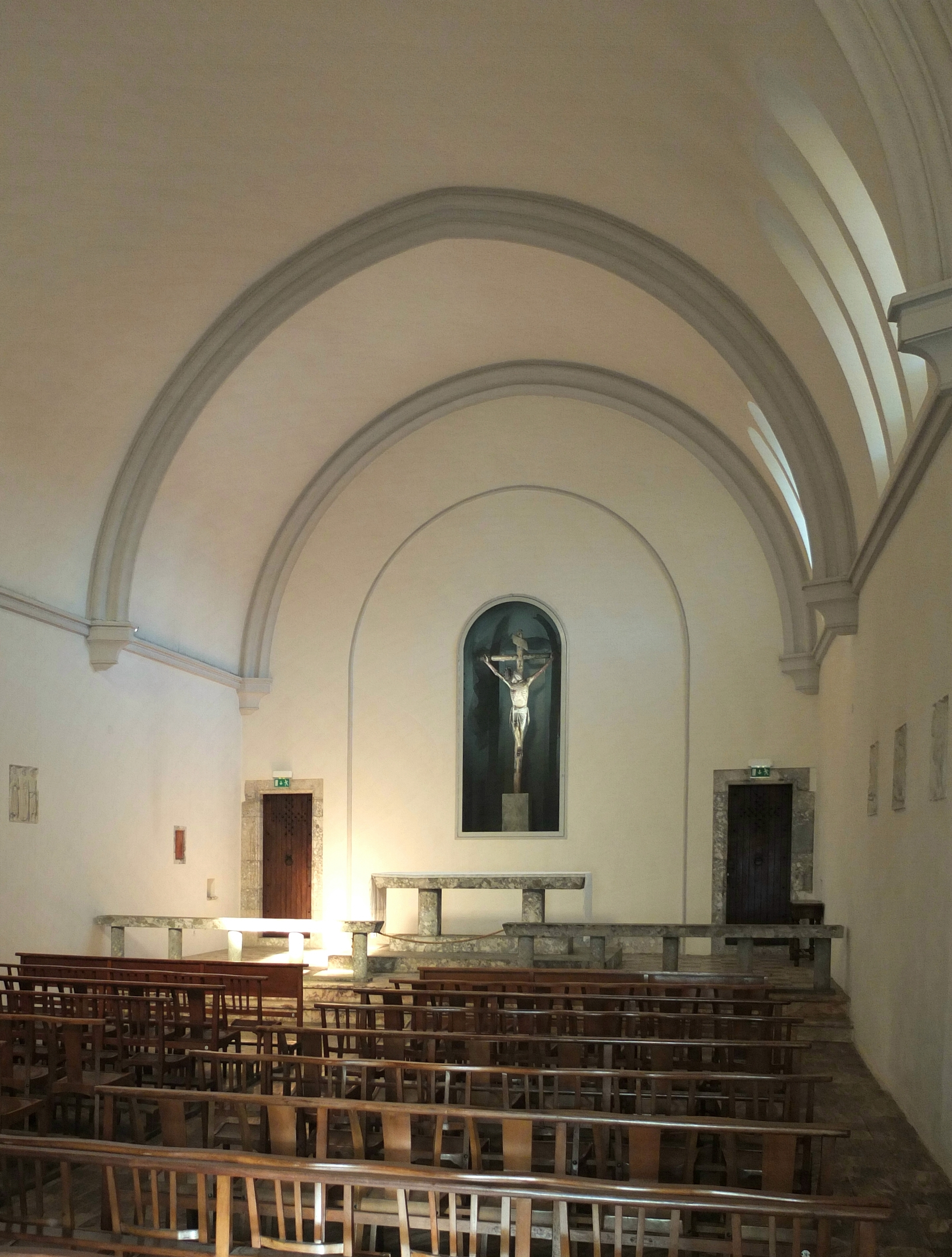
La Chapelle Dévôt-Christ
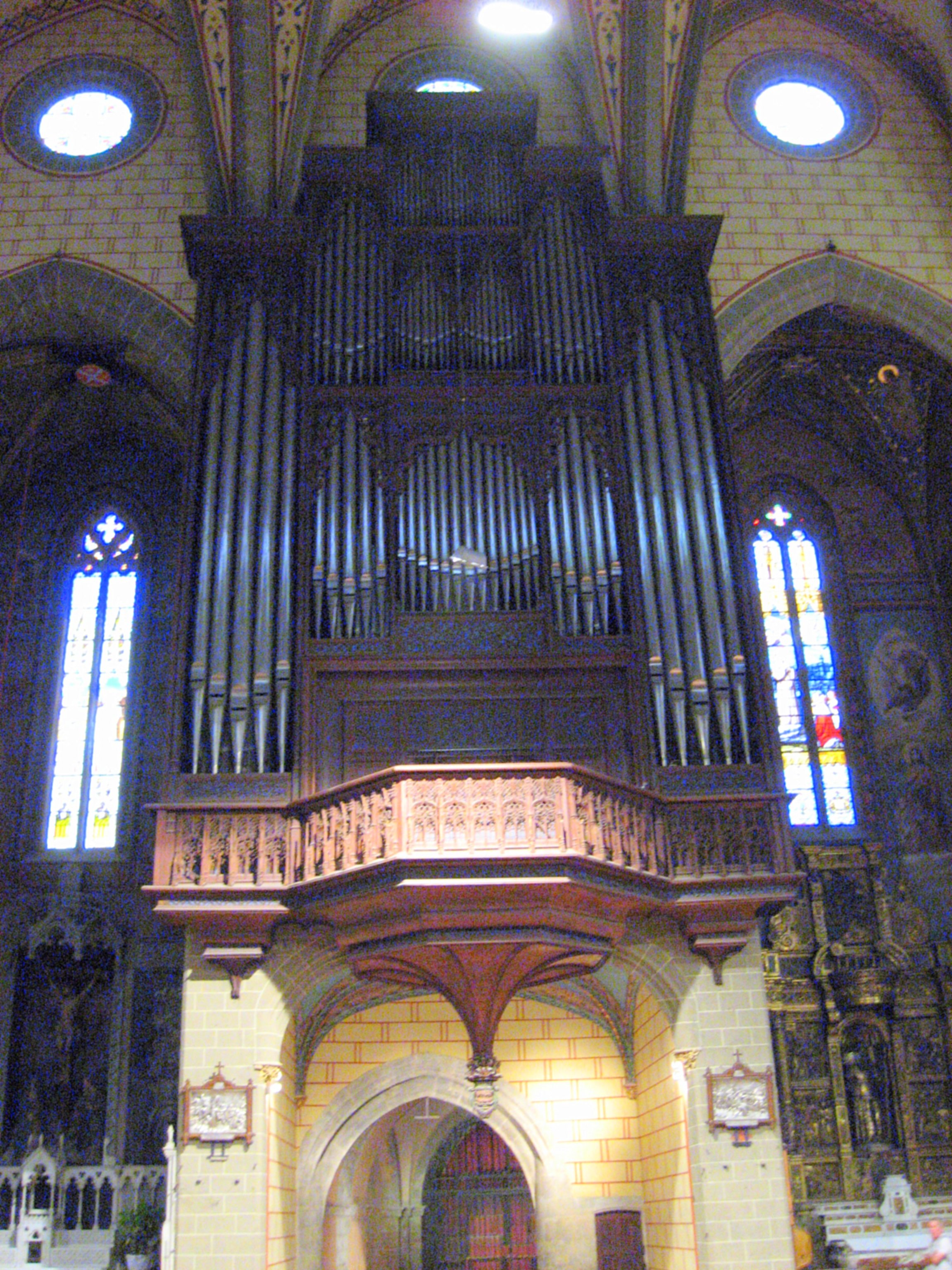
Les orgues de la cathédrale.
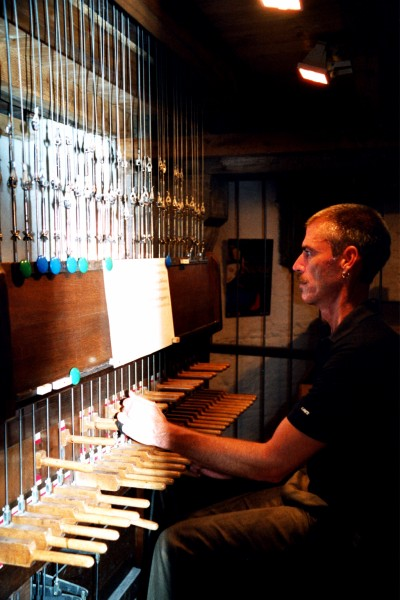
Brian Swager (San Francisco, USA) au clavier du carillon de la cathédrale.

- l'église Saint-Jacques, datant du XIIIe siècle est le siège de la confrérie de la Sanch.
- l'ancien couvent de Notre-Dame de la Merci.
- la synagogue (rue François Arago).
- plusieurs temples de diverses obédiences protestantes et évangéliques occupent le territoire au fil du XXe siècle.
- une grande mosquée, située au nord de Perpignan (Polygone Nord) a été achevée en 2006.